# 藤原遠兼
藤原 遠兼（ふじわら の とおかね、生没年不詳）は、平安時代の豪族。子に足立遠元がいる。武蔵守。弟に安達盛長か。

## 略歴
『足立氏系図』では父は藤原忠兼。『尊卑分脈』では父は小野田盛兼。『中右記』に見られる儀典の記録の中に近衛府の舎人として遠兼の名がみられる。遠兼が京から武蔵国足立郡に移り住み、子の遠元が足立に改姓し、以後足立氏の本拠地となった 。

## 系譜
- 子:足立遠元
- 子:足立信家
- 子:足立遠衡
- 子:足立遠助
- 子:足立遠弘